# Mateo Cáceres
Mateo Valentín Cáceres (Campana, 25 settembre 2002) è un calciatore argentino, centrocampista del Racing Montevideo in prestito dal Tigre.

## Carriera
Cáceres è cresciuto nel settore giovanile del Tigre, con cui ha firmato il primo contratto professionistico il 22 aprile 2021. Ha debuttato in prima squadra il 25 luglio 2023 nell'incontro di Primera División vinto 3-1 contro il Colón (SF); dopo quest'unica presenza nel 2023, nel 2024 ha invece giocato 2 partite in Copa de la Liga Profesional.
Nel luglio del 2024 è stato ceduto in prestito al Racing Montevideo, club della prima divisione uruguaiana.

## Statistiche

### Presenze e reti nei club
Statistiche aggiornate al 13 novembre 2024.
| Stagione        | Squadra           | Campionato      | Campionato | Campionato | Coppe nazionali | Coppe nazionali | Coppe nazionali | Coppe continentali | Coppe continentali | Coppe continentali | Altre coppe | Altre coppe | Altre coppe | Totale | Totale | Totale |
| Stagione        | Squadra           | Comp            | Pres       | Reti       | Comp            | Pres            | Reti            | Comp               | Pres               | Reti               | Comp        | Pres        | Reti        | Pres   | Reti   |        |
| --------------- | ----------------- | --------------- | ---------- | ---------- | --------------- | --------------- | --------------- | ------------------ | ------------------ | ------------------ | ----------- | ----------- | ----------- | ------ | ------ | ------ |
| 2023            | Tigre             | PD              | 1          | 0          | CA+CdL          | 0               | 0               |                    | -                  | -                  |             | -           | -           | 1      | 0      |        |
| 2024            | Tigre             | PD              | 0          | 0          | CA+CdL          | 0+2             | 0               |                    | -                  | -                  |             | -           | -           | 2      | 0      |        |
| Totale Tigre    | Totale Tigre      | Totale Tigre    | 1          | 0          |                 | 2               | 0               |                    | -                  | -                  |             | -           | -           | 3      | 0      |        |
| 2024            | Racing Montevideo | PD              | 8          | 0          | CU              | 0               | 0               | -                  | -                  | -                  | -           | -           | -           | 8      | 0      |        |
| Totale carriera | Totale carriera   | Totale carriera | 9          | 0          |                 | 2               | 0               |                    | -                  | -                  |             | -           | -           | 11     | 0      |        |